# Месета

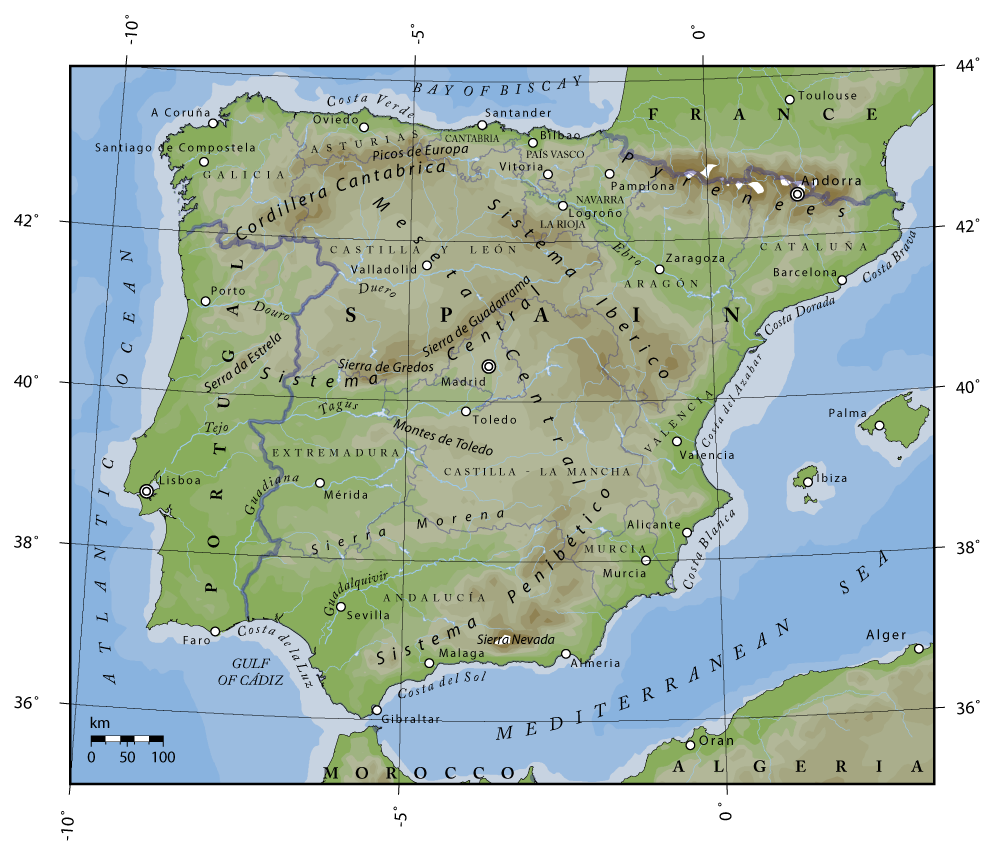
Кастильское плоскогорье занимает большую часть Пиренейского полуострова.

Месе́та (исп. Meseta — плато, плоскогорье), также Ибери́йская Месе́та или Касти́льское плоского́рье — плато в Испании и Португалии, занимающее большую часть Пиренейского полуострова.
На плоскогорье расположены старинные испанские города, такие как Мадрид, Вальядолид, Саламанка.

## География
С севера плоскогорье ограничено Кантабрийскими (Кордильера-Кантабрика, 2548 м), а с востока — Иберийскими горами (система Иберико, 2313 м). 

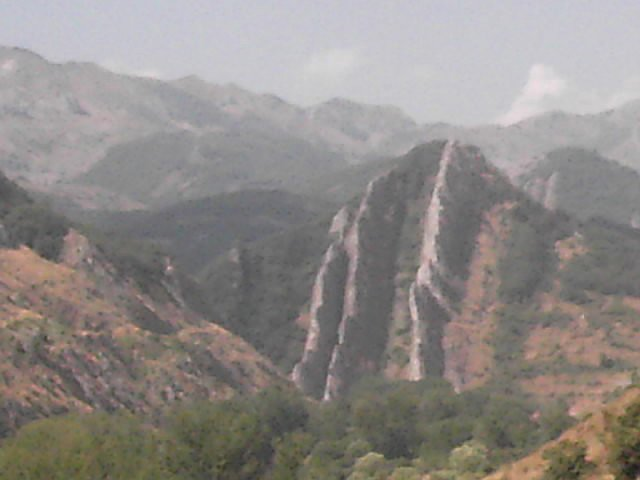
Кантабрийские горы

Южная граница - Сьерра-Морена (1323 м). На запад Месета плавно спускается к Атлантическому побережью. Высота Месеты колеблется между 914 и 1219 м. В средней части плато расположены горы Центральная Кордильера (высшая точка — гора с арабским именем Альмансор, 2592 м) и другие складчато-глыбовые хребты субширотного простирания, которые делят Месету на две части:
- Старокастильское плоскогорье (Северная Месета) — высота 800—1200 м, сложено обломочными породами и известняками. На северо-западе (в Галисии) находятся месторождения железных руд, золота, олова и вольфрама.
- Новокастильское плоскогорье (Южная Месета) — высота 600—800 м, с юга ограничено хребтом Сьерра-Морена, где имеются месторождения свинца, меди, ртути, кобальта и железных руд.

Реки на Месете текут преимущественно с востока на запад. Крупнейшие из них: Дуэро, Тахо, Гвадиана, Миньо.

## Климат и растительность

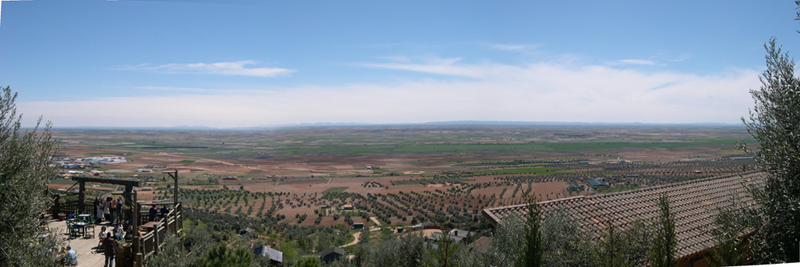
Ландшафт Южной Месеты.

Территория плоскогорья (кроме Галисии) находится в дождевой тени Кантабрийских гор, поэтому климат Месеты средиземноморский и засушливый. Среднегодовое количество осадков — 400—500 мм, в окружающих горах — до 1500 мм. Лето жаркое, средняя температура июля составляет 24 °C. Зимой относительно холодно, средняя температура января — около 5 °C. Климат Галисии умеренный, морской.

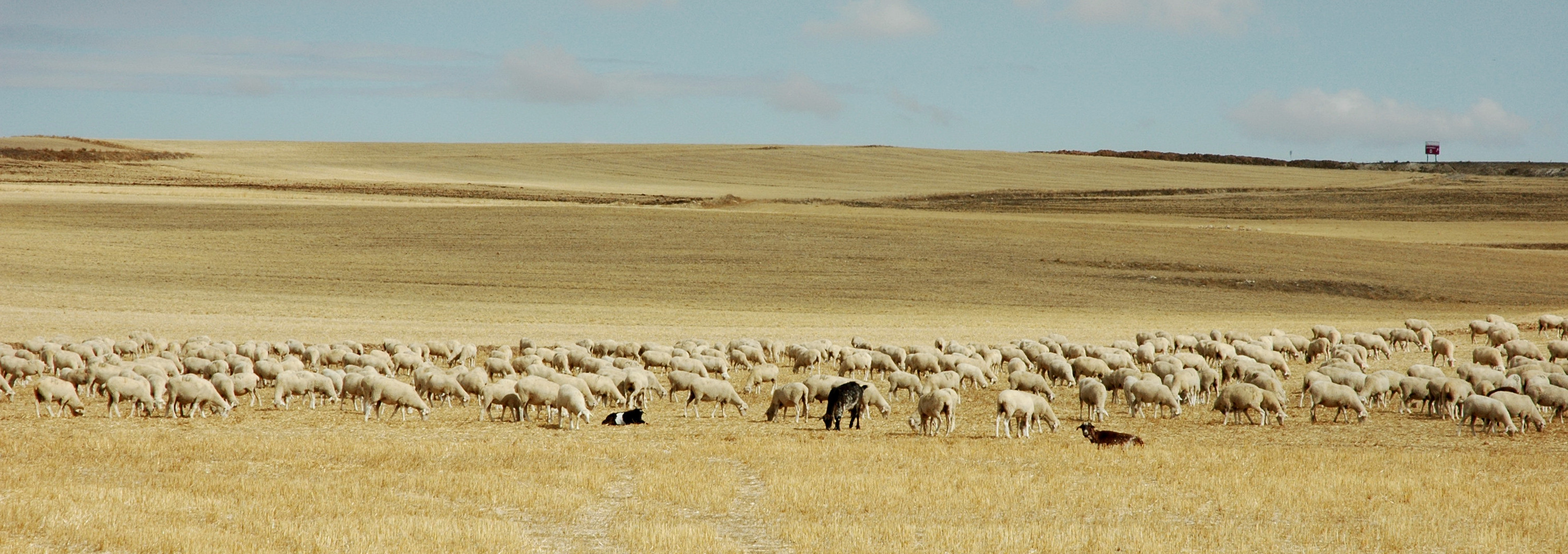
Овцы Месеты.

Плато покрыто травянистой и кустарниковой растительностью. В горах, по долинам рек и в северо-западной части произрастают широколиственные и хвойные леса. Земли плоскогорья используются для выращивания зерновых культур и сахарной свёклы, садов и виноградников. Также развито овцеводство (см. созвучный термин Места).